# Limnótopos
Limnótopos är en ort i Grekland.   Den ligger i prefekturen Nomós Kilkís och regionen Mellersta Makedonien, i den norra delen av landet, 300 km norr om huvudstaden Aten. Limnótopos ligger 29 meter över havet och antalet invånare är 121.
Terrängen runt Limnótopos är platt. Runt Limnótopos är det ganska glesbefolkat, med 38 invånare per kvadratkilometer. Närmaste större samhälle är Polýkastro, 6,6 km nordväst om Limnótopos. Trakten runt Limnótopos består till största delen av jordbruksmark.